# Psychosoziale Notfallversorgung
Psychosoziale Notfallversorgung (PSNV) ist die Gesamtheit aller Aktionen und Vorkehrungen, die getroffen werden, um Einsatzkräften und notfallbetroffenen Personen (Patienten, Angehörige, Hinterbliebene, Augenzeugen und Ersthelfer) im Bereich der psychosozialen Be- und Verarbeitung von Notfällen zu helfen. Diese Maßnahmen werden bei Katastrophen oder Großeinsätzen (Großschadenslagen und Großsanitätsdiensten) durch den Einsatzabschnitt Psychosoziale Notfallversorgung geleistet. Die PSNV stellt daher die Psychosoziale Unterstützung (PSU) im Einsatzfeld der Behörden und Organisationen mit Sicherheitsaufgaben sicher. Dabei bedient sie sich unter anderem Erkenntnissen der Notfallpsychologie. Sie wird teilweise auch Basisnotfallnachsorge (BNN) genannt.

## Allgemeine Grundlagen
Die Psychosoziale Notfallversorgung beinhaltet die Gesamtstruktur, Maßnahmen, Angebote und Leistungen der Prävention sowie der kurz-, mittel- und langfristigen Versorgung im Kontext von belastenden Großschadensereignissen, Notfällen bzw. Einsatzsituationen. Übergreifende Ziele der PSNV sind
- Prävention von psychosozialen Belastungsfolgen
- Früherkennung von psychosozialen Belastungsfolgen nach belastenden Notfällen bzw. Einsatzsituationen
- Bereitstellung von adäquater Unterstützung und Hilfe für betroffene Personen und Gruppen zur Erfahrungsverarbeitung sowie die angemessene Behandlung von Traumafolgestörungen und – bezogen auf Einsatzkräfte – einsatzbezogene psychische Fehlbeanspruchungsfolgen.[1]

Die Angebote und Maßnahmen der Psychosozialen Notfallversorgung zielen dabei auf die Bewältigung dieser kritischen Lebensereignisse und der damit einhergehenden psychosozialen Belastungen. Zur PSNV gehören unter anderem:
- Strukturwissen zu Großschadensereignissen (Rollen und Hierarchien)
- Stressprävention
- Aus- und Fortbildung für Einsatzkräfte
- langfristige Begleitung der Einsatzkräfte
- psychosoziale Beratungsstellen
- Einsatzkräftenachsorge (Stressbearbeitung nach belastenden Ereignissen, kurz SbE, PSNV-E (für Einsatzkräfte))
- Krisenintervention (KIT/KID)
  - einschließlich Krisenintervention durch Schulpsychologen (in Bayern: KIBBS)
- Notfallseelsorge (NFS)
  - einschließlich Krisenseelsorge in Schulen (KIS)

PSNV-Fachkraft
Eine PSNV-Fachkraft ist eine psychosoziale Fachkraft (z. B. Psychologe, Seelsorger, Facharzt, Heil- oder Sozialpädagoge), die in Psychosozialer Notfallversorgung ausgebildet ist. Notfallseelsorger nehmen die gleiche Funktion wie andere PSNV-Fachkräfte wahr. Sie unterstützen u. a. die Feuerwehr und sind in die PSNV-Netzwerke eingebunden. Die Hilfsorganisationen (BOS) arbeiten aus den eigenen Reihen heraus mit sogenannten PEERS aus dem Bereich der PSNV-E für ihre Einsatzkräfte.

## Angebote und Maßnahmen
In der Psychosozialen Notfallversorgung werden zwei Zielgruppen unterschieden:
1. „Physisch unverletzt Betroffene des Notfalls oder Unglücks“: Angehörige, Hinterbliebene, Überlebende, Augenzeugen und/oder Vermissende
2. Einsatzkräfte des Rettungsdienstes, der Feuerwehren, der Polizei, des Katastrophenschutzes, des THW, der DLRG und der Bundeswehr

### Für Betroffene
Die Maßnahmen und Angebote für die Zielgruppe der „zufällig Betroffenen“ gliedern sich in psychische Erste Hilfe (durch Ersthelfer und Einsatzkräfte), Psychosoziale Akuthilfe (durch Kriseninterventions- und Notfallseelsorgeteams) und heilkundliche Interventionen (durch psychologische und ärztliche Psychotherapeuten).

### Für Einsatzkräfte
Die Maßnahmen und Angebote für die Einsatzkräfte gliedern sich in einsatzvorbereitende (z. B. Aus- und Fortbildung), einsatzbegleitende (z. B. Beratung der Führungskräfte) und einsatznachsorgende Angebote und Maßnahmen (z. B. methodisch-strukturierte Einzel- und Gruppengespräche, längerfristig auch psychotherapeutische Interventionen).
„Die gesunde Verarbeitung belastender Ereignisse hängt nicht nur von der einzelnen Einsatzkraft und deren Ressourcen ab, sondern wird maßgeblich beeinflusst von verschiedenen organisatorischen Faktoren.“

## Der aktuelle Stand in Deutschland
„Die Psychosoziale Notfallversorgung (PSNV) von Überlebenden, Angehörigen, Hinterbliebenen, Vermissenden sowie Einsatzkräften und weiteren von schweren Not- und Unglücksfällen sowie Katastrophen Betroffenen gehört national wie international inzwischen zum Versorgungsstandard. Die weltweiten Unglücksfälle und Katastrophen der letzten Jahre, dabei auch die in Deutschland, wie zum Beispiel das Flugschauunglück in Ramstein 1988, das ICE-Unglück in Eschede 1998, die Flutkatastrophe längs der Elbe 2002, die Flugzeugkollision in Überlingen am Bodensee 2002, der Einsturz der Eissporthalle in Bad Reichenhall 2006 oder der Transrapidunfall 2006 haben im Einsatzwesen eindrucksvoll bestätigt, dass die medizinische und technische Hilfeleistung um psychosoziale Versorgungsangebote zu erweitern ist. In Deutschland, der Schweiz und Österreich und weiteren benachbarten Ländern in Europa entwickelt sich die psychosoziale Versorgung und Hilfe im Kontext von Notfallereignissen und belastenden Einsatzsituationen seit gut zwei Jahrzehnten sehr dynamisch. Verschiedene Angebotsstrukturen und Konzepte wurden entwickelt und seit Mitte der 1990er-Jahre in der Praxis erprobt.“
Dies führte zu einer Heterogenität in Angebotsstruktur und inhaltlicher Ausrichtung. Daher wurde das Bundesamt für Bevölkerungsschutz und Katastrophenhilfe vonseiten des Bundesministeriums des Inneren beauftragt, eine bundesweite Qualitätssicherung zu erreichen: Leitlinien und Qualitätsstandards zur PSNV, die 2010 gemeinsam beschlossen werden. Zu den beteiligten Partnern zählen neben den Hilfsorganisationen und Kirchen als Hauptakteure in der PSNV verschiedene Fachverbände und -gesellschaften wie beispielsweise die Bundespsychotherapeutenkammer und die Deutschsprachige Gesellschaft für Psychotraumatologie, Vertreter der Länder, sowie Vertreter des Bundesministeriums des Inneren und des Auswärtigen Amtes.
PSNV im Einsatzalltag wird von den Einsatzteams der örtlichen Schulpsychologen und anderer Kriseninterventionsspezialisten, von der Notfallnachsorge oder Notfallbetreuung der Hilfsorganisationen (Deutsches Rotes Kreuz, Malteser Hilfsdienst, Johanniter-Unfall-Hilfe, Arbeiter-Samariter-Bund, Notfallseelsorge und Krisenintervention Saarland e. V.), von der Unfallkasse sowie der kirchlichen Notfallseelsorge geleistet. Diese qualifizieren Mitarbeitende unterschiedlicher Profession und bereiten sie für ihre hauptberufliche, nebenberufliche oder ehrenamtliche Tätigkeit nach ihren eigenen Standards vor. Zwischenzeitlich haben alle PSNV-Akteure interne Anforderungsprofile und Ausbildungscurricula formuliert. Die Tätigkeit beschränkt sich in der Regel auf die Akutphase, d. h. auf die Phase innerhalb oder direkt nach einem Notfalleinsatz. Bei Bedarf werden mit Blick auf eine möglicherweise folgende, länger andauernde Nachbetreuung weiterführende Hilfen im Sinne einer psychosozialen Begleitung oder psychotherapeutischen Intervention, aber auch im Sinne einer pragmatischen Hilfestellung, z. B. in sozialen, finanziellen und rechtlichen Belangen vermittelt. Im Großschadensereignis ist aufgrund des Koordinationsbedarfs, der längeren medialen Aufbereitung, sowie der höheren Anzahl von Betroffenen vorgesehen, gerade auch mit Blick auf die Koordinierung weiterführender Maßnahmen und Hilfen, therapeutische Fachkräfte unmittelbar in den Einsatz mit einzubinden. Dabei spielt die Pressearbeit eine nicht unwesentliche Rolle.

## Perspektiven für PSNV in Deutschland
Die Zukunft der Psychosozialen Notfallversorgung wird wesentlich davon abhängen, dass v. a. die PSNV-Akteure den Weg der Verständigung in Sachen bundeseinheitliche Leitlinien und Qualitätsstandards weiter beschreiten. Die allgemeinen Standards sind auszudifferenzieren.
Um diesen Prozess zu beschleunigen, haben sich die Mandatsträger und PSNV-Verantwortlichen der Hilfsorganisationen entschlossen, einen Runden Tisch unter Einbezug der kirchlichen PSNV-Vertreter zu gründen.
Im Bereich der psychosozialen Akuthilfe für von Not- und Unglücksfällen Betroffene gibt es in Deutschland nahezu flächendeckend Angebote, die sich in kleinen Schritten einem gemeinsamen Qualitätsverständnis annähern. Mit Blick auf die mittel- und langfristige Versorgung im Sinne einer vernetzten Begleitung und Betreuung Betroffener, die einer qualifizierten Folgeberatung oder psychotherapeutischen Intervention und Folgebehandlung bedürfen, gibt es Defizite.
Im Bereich der präventiven und einsatzbegleitenden Maßnahmen ist es notwendig, den Weg der Sensibilisierung der Führungskräfte für dieses Thema fortzusetzen (Aus- und Fortbildung, Arbeitsbedingungen) und zu intensivieren. Da es sich auch um einen Teil des betrieblichen Gesundheitsmanagements handelt ist wichtig, das Gespräch und die Kooperation mit Unfallkassen, Berufsgenossenschaften und Krankenkassen zu suchen.
Die Bundesländer sind im Rahmen des Konsensus-Prozesses 2007–2010 der in der PSNV tätigen Organisationen aufgefordert worden, sogenannte Landeszentralstellen in den Stäben des Katastrophenschutzes einzurichten. Dies ist noch nicht flächendeckend geschehen. Ein weiteres Ziel der bundesweiten Abstimmung mit der Beteiligung des BBK war die Beseitigung der immer noch vorkommenden Konkurrenz verschiedener Teams. Saarland als einziges Bundesland besitzt eine einheitliche Ausbildung und Einsatzführung, da dort ein gemeinnütziger Verein als einzige Organisation mit der Anerkennung des Landes und seiner Landkreise kirchliche und nicht kirchliche Mitarbeiter vereinigt.

## Zur Situation in Österreich
Nach einer ersten Diskussion diverser Modelle im Herbst 2001 in Wien wurde nach intensiven und fruchtbringenden Gesprächen aller Kooperationspartner schließlich im Juni 2004 die Österreichische Plattform Krisenintervention / Akutbetreuung (PF), damals bestehend aus der AkutBetreuungWien, den Kriseninterventionsteams der Länder Steiermark und Vorarlberg sowie dem ÖRK gegründet. In den Jahren danach wurden verschiedene Institutionen, die im Bereich Krisenintervention/Akutbetreuung in Österreich tätig sind, nach einem festgelegten Prozedere als Mitglieder in die PF aufgenommen.
Ihr gehören derzeit an:
- AkutBetreuungWien
- AKUTteam Niederösterreich
- Evangelische Notfallseelsorge Österreich
- Heerespsychologischer Dienst
- Katholische Notfallseelsorge Österreich
- Krisenhilfe Oberösterreich
- Krisenintervention und Notfallseelsorge Vorarlberg
- Kriseninterventionsteam des ASBÖ Österreich
- Kriseninterventionsteam Land Steiermark
- Österreichisches Rotes Kreuz

## Zur Situation in Frankreich
Nach dem Bombenattentat im Bahnhof Saint-Michel am 25. Juli 1995 beschloss der damalige Staatspräsident Jacques Chirac, eine Struktur für die Psychosoziale Unterstützung der Opfer und Zeugen zu schaffen. Die sogenannten CUMP (französisch cellules d’aide médico-psychologiques) wurden im Jahr 1997 von Staatssekretär Xavier Emmanuelli gegründet.